# Diego Cosgaya
Diego Cosgaya Noriega (Palencia, 27 de enero de 1987) es un deportista español que compitió en piragüismo en la modalidad de aguas tranquilas.
Ganó dos medallas en el Campeonato Mundial de Piragüismo, oro en 2009 y plata en 2015, y tres medallas en el Campeonato Europeo de Piragüismo entre los años 2008 y 2016.

## Palmarés internacional
| Campeonato Mundial | Campeonato Mundial | Campeonato Mundial | Campeonato Mundial |
| Año                | Lugar              | Medalla            | Competición        |
| ------------------ | ------------------ | ------------------ | ------------------ |
| 2009               | Dartmouth (Canadá) | Medalla de oro     | K2 1000 m          |
| 2015               | Milán (Italia)     | Medalla de plata   | K2 500 m           |
| Campeonato Europeo |                    |                    |                    |
| Año                | Lugar              | Medalla            | Competición        |
| 2008               | Milán (Italia)     | Medalla de plata   | K2 1000 m          |
| 2010               | Corvera (España)   | Medalla de bronce  | K2 1000 m          |
| 2016               | Moscú (Rusia)      | Medalla de bronce  | K4 500 m           |